# Basoda
Basoda fou un estat tributari protegit de l'Índia a l'agència de Bhopal a l'Índia central. Originalment fou un estat feudatari de Gwalior però fou restaurat separadament per orde del govern britànic i va passar a dependre directament del govern britànic. Els sobirans portaven el títol de nawab, i eren d'origen paixtu de la família Korwai. La superfície era de 57 km² i la població el 1881 de 7.772 persones distribuïdes en 19 pobles i el 1901 de 4.987 persones i 23 pobles. Limitava a l'oest amb el districte de Sirondj del principat de Tonk i un tros de Gwalior; al nord amb el districte de Saugor (Províncies Centrals) i els estats de Pathari, Korwai i Muhammadgarh; a l'est el districtes de Saugor i Bhopal; i al sud Bhopal.
La capital era Basoda a 23° 50′ 50″ N, 77° 55′ 00″ E / 23.84722°N,77.91667°E. Aquesta ciutat fou fundada per Raja Bir Singh Deo d'Orchha al segle XVII i se l'anomena també Muhammadgarh-Basoda o Haidargarh-Basoda, per distingir-la d'un altra vila de nom Basoda a Gwalior. El 1901 tenia 1.850 habitants.
El fundador fou Muhammad Diler Khan, un afganès dels Barakzai Firoz Khel, al segle XVIII. A la seva mort l'estat es va dividir entre els dos fills: Korwai pel gran mentre el jove Ahsan Allah Khan, va rebre Rakha i Bahadurgarh, després Isagarh, a l'estat de Gwalior, però pressionat pels marathes va traslladar la seu a Basoda el 1753. El 1817 va caure en mans de Sindhia però els britànics el van restaurar el 1822; el sobirà va restar nominalment subjecte a Gwalior però sense pagar tribut. Ahsan Allah va morir el 1786, després de vendre part dels seus dominis al seu germà Muhammad Khan que va formar l'estat de Muhammadgarh; el van succeir els nawabs Baka Allah Khan i Asad Ali Khan, aquest darrer ministre de Bhopal, càrrec del qual fou deposat per intrigues amb el pretendent Dastgir. El 1897 va pujar al tron Haidar Ali Khan. Va optar per l'Índia el 1947.

## Llista de nawabs
- Ahsan Allah Khan 1753-1786
- Baka Allah Khan 1786-1800
- Asad Ali Khan 1800-1864
- Omar Ali Khan 1864-1897
- Haidar Ali Khan Firuz Jung 1897-1929
- Muhammad Ayyub Ali Khan 1929-1948